# 郭家庄仇氏石牌坊及碑亭
郭家庄仇氏石牌坊及碑亭，位于山西省运城市闻喜县郭家庄镇郭家庄村口道路两旁，建于清同治、光绪年间。石牌坊为六柱五门式，三重檐歇山顶，高15米，旌表清盐提举仇嘉谟之母孙宜人，造型优美，雕刻精致。五座仇氏碑亭分别为仇毓镜神道碑亭、仇氏三兄弟德行碑亭、仇氏五碑碑亭，赵太君德寿碑亭和薛太君节孝碑。
2013年3月，郭家庄仇氏石牌坊及碑亭公布为第七批全国重点文物保护单位。。